# Pomosztica
Pomosztica (bułg. Помощица) – wieś w Bułgarii, w obwodzie Tyrgowiszte, w gminie Popowo. W 2024 roku liczyła 40 mieszkańców.